# Гюнтер фон Щолберг-Вернигероде
Гюнтер фон Щолберг-Вернигероде (на немски: Günther, Graf zu Stolberg-Wernigerode; * 19 юни 1816, Петерсвалдау/Pieszyce, Долносилезко войводство, Полша; † 25 октомври 1888, Петерсвалдау) e граф от Щолберг-Вернигероде.

## Произход
Той е по-малък син (10-и от тринадесет деца) на граф Фердинанд фон Щолберг-Вернигероде-Петерсвалдау (1775 – 1854) и съпругата му графиня Мария Агнес Каролина фон Щолберг-Щолберг (1785 – 1848), дъщеря на граф Фридрих Леополд фон Щолберг-Щолберг (1750 – 1819) и Хенриета Елеонора Агнес фон Витцлебен (1762 – 1788). Най-големият му брат е Фридрих фон Щолберг-Вернигероде (1804 – 1865).
Гюнтер фон Щолберг-Вернигероде умира на 72 години на 25 октомври 1888 г. в Петерсвалдау, Полша.

## Фамилия
Гюнтер фон Щолберг-Вернигероде се жени на 4 ноември 1850 г. в Десау за Клара Мария фон Лебин (* 16 ноември 1820, Трампе; † 14 юли 1857, Райнерц), дъщеря на Фридрих Кристоф Антон фон Лебин и Ида Филипина фон Грубен. Те имат три деца:
- Агнес (* 28 август 1851, Райнерц; † 24 август 1922, Швайдниц)
- Фердинанд Антон Леонхард фон Щолберг-Вернигероде (* 6 март 1853, Райнерц; † 1 май 1914, Вюрбен), женен на 14 декември 1892 г. в Шлемин за графиня Берта Текла фон Золмс-Рьоделхайм-Асенхайм (* 17 юни 1869, Рьоделхайм; † 30 декември 1939, Лайпциг), дъщеря на граф Ото фон Золмс-Рьоделхайм-Асенхайм (1829 – 1904) и Емма Каролина Хенриета фон Тун (1824 – 1900), вдовица на чичо му граф Йоханес фон Щолберг-Вернигероде (1811 – 1862), дъщеря на генерал-лейтенант и дипломат Вилхелм Улрих фон Тун (1784 – 1862)[5]; има 6 деца
- Елеонора (* 13 февруари 1857, Райнерц; † 13 август 1857, Райнерц)